# جو أندريس
جو أندريس (بالإنجليزية: Jo Andres)‏ هي مصممة رقص وممثلة أمريكية، ولدت في 21 مايو 1954 في ويتشيتا في الولايات المتحدة، وتوفيت في 6 يناير 2019 في Park Slope ‏ في الولايات المتحدة.

## وصلات خارجية
- الموقع الرسمي
- جو أندريس على موقع IMDb (الإنجليزية)
- جو أندريس على موقع ديسكوغز (الإنجليزية)